# Mars-sur-Allier
Mars-sur-Allier é uma comuna francesa na região administrativa de Borgonha-Franco-Condado, no departamento Nièvre. Estende-se por uma área de 21,67 km². Em 2010 a comuna tinha 310 habitantes (densidade: 14,3 hab./km²).